# MC5
MC5 (kort för Motor City Five) var ett amerikanskt rockband bildat 1964 i Detroit, Michigan. De anses, liksom The Stooges, med sitt hårda, vilda och kompromisslösa sound ha haft mycket stort inflytande på både hårdrocken och punkrocken.
År 1965 tog man namnet MC5. Gruppens debutalbum Kick Out the Jams var en liveinspelning från 1968 som släpptes året därpå. Titelspåret blev en hit, men många säljare bojkottade albumet då Tyner i en sektion skrek "Kick out the jams, motherfuckers". Detta ändrades i senare versioner av låten till "Kick out the jams, brothers and sisters". Albumet var också mycket revolutionärt på grund av gruppens politiskt aktiva dåvarande manager, John Sinclair.
När managern åkte fast för att ha rökt marijuana fick gruppen en ny producent och ett mer polerat, men ändå argt hårdrockssound. De släppte sitt andra album Back in the USA 1970, och titelspåret blev en mindre hit. Uppföljaren till det albumet, High Time nådde inte listorna och gruppen blev av med sitt skivkontrakt. I februari 1972 sparkades basisten Michael Davis ur bandet på grund av sitt heroinmissbruk. Kort därefter meddelade även Rob Tyner och Dennis Thompson sina avhopp och gruppen upplöstes slutgiltigt senare samma år.
MC5:s speciella scenkoreografi har blivit imiterad av hundratals rockband och lagt grunden till de flesta scenshower man kan se idag bland rockband av olika slag.

## Medlemmar
Senaste medlemmar
- Wayne Kramer – gitarr, sång (1963–1972, 1992, 2003–2012; död 2024)
- Michael Davis – basgitarr (1965–1972, 1992, 2003–2012; död 2012)
- Dennis Thompson – trummor (1965–1972, 1992, 2003–2012)
- "Handsome" Dick Manitoba – sång (2005–2012)

Tidigare medlemmar
- Rob Tyner – basgitarr (1964), sång (1965-1972; död 1991)
- Fred "Sonic" Smith – basgitarr (1963–1964), gitarr, sång (1964–1973, 1992; död 1994)
- Leo LeDuc – trummor (1963–1964)
- Billy Vargo – gitarr (1963–1964)
- Bob Gaspar – trummor (1964–1965)
- Patrick Burrows – basgitarr (1964–1965)
- Steve "Annapurna" Moorhouse – basgitarr (1972)
- Derek Hughes – basgitarr (1972)
- Ray Craig – basgitarr (1972)
- Ritchie Dharma – trummor (1972)

## Diskografi
Studioalbum
- 1969 – Kick Out the Jams
- 1970 – Back in the USA
- 1971 – High Time

Livealbum
- 1996 – Teen Age Lust (inspelad 1970)
- 1996 – Phun City, UK (inspelad 1970)
- 1998 – Live At The Sturgis Armoury (inspelad 1968)
- 2005 – Are You Ready To Testify?: The Live Bootleg Anthology
- 2006 – Live At The Grande Ballroom 68

Samlingsalbum
- 1983 – Babes in Arms
- 1994 – Black to Comm
- 1994 – Power Trip
- 1995 – Looking At You
- 1995 – The American Ruse
- 1997 – Ice Pick Slim
- 1999 – 66 Breakout
- 1999 – Thunder Express
- 2000 – The Big Bang!: Best of the MC5
- 2004 – Purity Accuracy (CD-box)

Singlar
- 1966 – "I Can Only Give You Everything"
- 1967 – "One of the Guys"
- 1968 – '"Looking at You"
- 1969 – "Kick Out the Jams"
- 1969 – "Ramblin' Rose"
- 1969 – "Tonight"
- 1970 – "Shakin' Street"